# Acisanthera crassipes
Acisanthera crassipes är en tvåhjärtbladig växtart som först beskrevs av Charles Victor Naudin, och fick sitt nu gällande namn av John Julius Wurdack. Acisanthera crassipes ingår i släktet Acisanthera och familjen Melastomataceae. Inga underarter finns listade i Catalogue of Life.